# Болл, Джордж
Джордж Болл (англ. George Eugene Ball; 25 сентября 1926, Детройт, штат Мичиган, США — 12 января 2019, Эдмонтон, Канада) — американский энтомолог, специализировавшийся на систематике жесткокрылых. Президент Энтомологического общества Канады.

## Биография
Родился 25 сентября 1926 в Детройте, штат Мичиган в семье рабочего лесопильного завода. После окончания средней школы, поступил в Корнеллский университет, но 1944 году, в возрасте 18 лет, записался в Корпус морской пехоты США. В звании рядового первого класса принимал участие в битве за Окинаву. За боевые заслуги получил медаль «За Азиатско-тихоокеанскую кампанию», медаль Победы во Второй мировой войне и медаль Пурпурное сердце (медаль). После окончания войны вернулся в университет и получил степень бакалавра биологии в 1949 году. После этого вместе со своим другим Барри Валентайном поступил Университет Алабамы, а 1950 году получил степень магистра биологии. В 1954 получил степень доктора философии по энтомологии в Корнеллском университете. В этом же году стал доцентом кафедры энтомологии Университете Альберты (Канада), а в 1965 году стал профессором. С 1974 по 1984 год занимал должность заведующего кафедрой. в 1980 году получил золотую медаль Энтомологического общества Канады. В 1992 году официально ушёл на пенсию. Умер 12 января 2019 городе Эдмонтон на 93 году жизни.

## Научные достижения
Болл был одним из самых авторитетных в мире специалистов в области систематики, филогении и зоогеографии жужелиц. Коллекция жуков, собранная им, хранящаяся в Университете Альберты, насчитывает около 150000 экземпляров.

## Признание заслуг
В 2005 году избран почётным членом Энтомологического общества Америки. Именем Болла назван ископаемый антарктический жук Antarctotrechus balli.

## Важнейшие публикации
Джоржд Болл автор более 100 научных работ, в том числе редактор 5 пяти монографий
- Ball G. E. A note concerning the correct application of the generic name Helluomorpha Castelnau, 1834, and proposal of a new nam. (Coleoptera: Carabidae: Helluonini) (англ.) // Bulletin of the Brooklyn Entomological Society : journal. — 1951. — Vol. 46. — P. 135—136.
- Ball G. E. & Erwin T. L. A taxonomic synopsis of the tribe Loricerini (Coleoptera: Carabidae) (англ.) // Canadian Journal of Zoology : journal. — 1969. — Vol. 47. — P. 877—907.
- Ball G. E. The species of the Neotropical genus Trichopselaphus Chaudoir (Coleoptera: Carabidae: Harpalini): Classification, phylogeny and zoogeography (англ.) // Quaestiones Entomologicae : journal. — 1978. — Vol. 14, no. 4. — P. 447—489.
- Shpeley D. & Ball G. E. Anisocnemus, a neotropical genus: classification and geographical distribution (Coleoptera: Carabidae: Harpalini) (англ.) // Coleopterists Bulletin : journal. — 1978. — Vol. 32, no. 2. — P. 77—92.
- Ball G. E. & Roughley R. E. The Hypherpes-like taxa of southern Mexico: classification, and evolutionary considerations (Coleoptera: Carabidae: Pterostichus) (англ.) // Transactions of the American Entomological Society (Philadelphia) : journal. — 1982. — Vol. 108, no. 3. — P. 315—399.
- Ball G. E. The tribe Licinini (Coleoptera: Carabidae): a review of the genus-groups and of the species of selected genera (англ.) // Journal of Vertebrate Paleontology[англ.] : journal. — New York Entomological Society[англ.], 1992. — Vol. 100, no. 2. — P. 325—380.
- Shpeley D., Hunting W. & Ball G. E. A taxonomic review of the Selenophori group (Coleoptera, Carabidae, Harpalini) in the West Indies, with descriptions of new species and notes about classification and biogeography (англ.) // ZooKeys : journal. — Pensoft Publishers, 2017. — No. 690. — P. 1—195. Архивировано 13 мая 2021 года.